# Rugosculpta ugandae
Rugosculpta ugandae là một loài tò vò trong họ Ichneumonidae.